# اخلاق هومری

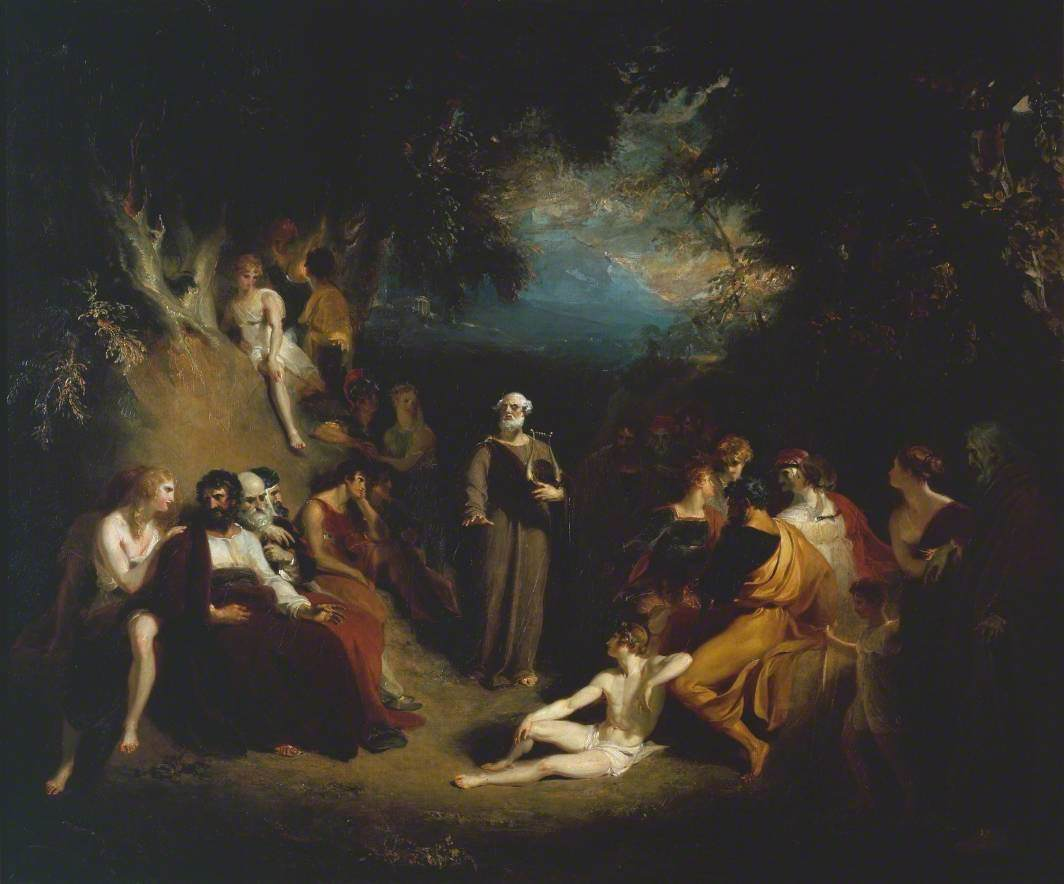
هومر در حال بازخوانی اشعارش، اثر تامس لاورنس

اخلاق هومری (به انگلیسی: Homeric morality) نظام اخلاقی مبتنی بر داستان‌های اساطیری یونان باستان بود که هومر آن را تبیین کرد و به‌طور گسترده توسط یونانیان اجرا و به رسمیت شناخته شد. فضائل اخلاق هومری را می‌توان با استناد به شخصیت‌های برجستهٔ آثار او درک کرد. بخشی از فضائل مانند ثروت و قدرت خانوادگی انتسابی هستند و خارج از حوزه تسلط فرد قرار دارند. مواردی از فضائل مانند برتری نسبت به دیگران باید توسط خود فرد کسب و حفظ شوند. از مهم‌ترین فضائل موجود، می‌توان به شرف یا تیمه اشاره کرد. قهرمانان هومری باید نسبت به دیگران هم دغدغه‌مند باشند. کسی که اخلاقیات هومری را بپذیرد دچار تعارض‌هایی می‌شود. تقابل با اندیشه‌های هومر منجر به شکل‌گیری نهضت طبیعت‌گرا شد.

## تثبیت
هومر در حدود ۷۵۰ پیش از میلاد جایگاه بی‌نظیری در اذهان یونانیان پیدا کرد. ایلیاد و اودیسه جای کتاب مقدس تمدن یونان را پر کرده بودند. آوگوستین که هزار سال بعد از روزگار هومر زندگی می‌کرد سروده‌های او را آموخته بود. یونانیان قوانینی وضع کرده بودند که آثار هومر هر چهار سال یک بار توسط راویان در جشنوارهٔ همهٔ آتنی‌ها اجرا شوند. جامعه یونان عناصر محوری زیادی مانند آرمان‌های اخلاقی و تلقی‌شان از رابطه انسان و خدایان را از هومر گرفتند.

## فضائل
در اخلاق هومری بخشی از فضائل شخص خارج از حوزه تسلط او قرار دارند. یک شخص فضیلت‌مند باید در خانواده خوبی متولد شده باشد و خودش ثروتمند و نیرومند باشد. وقتی کسی برده شود نیمی از خوبی خود را از دست می‌دهد. بخش‌های موروثی، اجتماعی و مادی فضیلت یک فرد این قدر مهم هستند که حتی اگر آن فرد عملکرد بدی داشته باشد باز هم فرد خوبی به‌شمار خواهد رفت؛ مثلاً پاریس که از انجام وظایف خود بازماند اما همچنان انسان فضیلت‌مندی به‌شمار می‌رفت. فضائل انتسابی بسیار مهم و غیرقابل اکتساب هستند.
بخشی از فضائل شخص در اخلاق هومری دست خود فرد هستند. از فرد انتظار می‌رود برتری خود در اعمالش را نشان دهد. انسان خوب در جنگ برتری دارد و باید جنگاور و رهبر خوبی باشد. انسان فضیلت‌مند با نعمت‌ها و منابع زیادی به دنیا آمده که توانایی حفاظت از آنان به وسیلهٔ غلبه بر دشمنانش را دارد و از او انتظار می‌رود این کار را انجام دهد؛ مثلاً پلئوس، آشیل را به ترویا فرستاد تا «همیشه بهترین باشد و بر دیگران برتری داشته باشد». حفظ برتری بر دیگران بخشی از فضائل اکتسابی است.
مفهوم شرف (تیمه) نقش محوری در اخلاق هومری دارد. تیمه در وهلهٔ اول مبتنی بر حسن نظر افراد و در وهلهٔ دوم شامل افتخارات مادی و اجتماعی‌ای است که خود نتیجه یا مسبب حسن نظر افراد هستند. قهرمان در درجهٔ اول به دنبال موفقیت‌های شخصی است و در درجهٔ دوم به دنبال کسب حسن نظر مردم. یک نوع رابطه متقابل بین موفقیت شخصی قهرمان و نظر مردم وجود دارد؛ چرا که این نظر مردم است که معیارهای موفقیت قهرمان را مشخص می‌کند؛ مثلاً آگاممنون، بریسئیس که متعلق به آشیل بود را با خود برد و تیمهٔ آشیل را خدشه‌دار کرد. حفظ شرف باید در اولویت قهرمان باشد.
قهرمان هومری به نحو ثانویه باید به دیگران هم اهمیت بدهد. نگرانی افراد نسبت به یک‌دیگر بخش بزرگی از ماجرای ایلیاد را رقم می‌زند. از قهرمان توقع می‌رود از زیر دستانش دفاع کند؛ اگر پادشاه باشد از رعیتش، اگر فرمانده باشد از سپاهش. با اینکه آشیل بارها به دلیل بی‌اعتنایی نسبت به دیگران مورد سرزنش قرار می‌گیرد اما هیچ‌یک از فضیلت‌های خود را به این دلیل از دست نمی‌دهد. بی‌اعتنایی قهرمان نسبت به دیگران معمولاً با ملایمت نقد می‌شود چراکه نقص کوچکی در مقابل فضائل اصلی قهرمان به‌شمار می‌روند. اهمیت به دیگران باید مدنظر قهرمان باشد اما نه آنقدر که او را از سایر فضائلش باز بدارد.

## تعارضات
اخلاق هومری تعارض‌هایی در فردی که آن را بپذیرد ایجاد می‌کند. فرد ممکن اهدافی داشته باشد که دیگران تأیید نکنند. رفتار خواستگاران پنلوپه برای کل جامعه بد است؛ اما از آن جا که برای فردی که با پنلوپه ازدواج کند تیمهٔ بزرگی به ارمغان می‌آورد، می‌تواند عملی قهرمانانه تلقی شود. هومر معمولاً آثار این اخلاقیات بر طبقات غیرقهرمانی بیان نمی‌کند. یک حادثهٔ فرعی در ایلیاد بیانگر موافقت هومر با گستاخی علیه معترضان طبقات فرودست است. اخلاق هومری نمی‌توانست پاسخگوی نیازهای یک جامعه پیچیده باشد.

## پیامدها
جامعه‌ای که مبتنی بر اخلاق هومری عمل کند بی‌ثبات و بی‌نظم است. چشم‌انداز اخلاقی هومر رقابت، تعارض و تعدی را تحریک می‌کند. کسنوفانس متوجه تضعیف احترام به قانون و عدالت در جامعه‌ای که اخلاق هومری را پذیرفته باشد شده بود و آن را نقد می‌کرد. نهضت طبیعت‌گرا در تقابل با اندیشه‌های هومری شکل گرفت. اصلاحات سولون و بعد‌ها کلئیستنس برای جلوگیری از فروریختن جامعه‌ای که از این اخلاقیات پیروی می‌کرد بودند.